# 獅子岳
獅々岳（ししだけ）は、富山県中新川郡立山町芦峅寺にある立山連峰（飛騨山脈）の標高2,714 mの山。

## 概要
富山地方鉄道立山駅の東14.8 kmに位置する。立山黒部貫光立山高原バスの室堂バスターミナルの南南東2.8 kmに位置する。山域は中部山岳国立公園内にあり、その特別保護地区の指定を受けている。立山連峰の主稜線上にあり、南北に連なる尾根上には登山道が開設されていて、登山対象とされている山である。ザラ峠を挟んで南東方面には五色ヶ原がある。

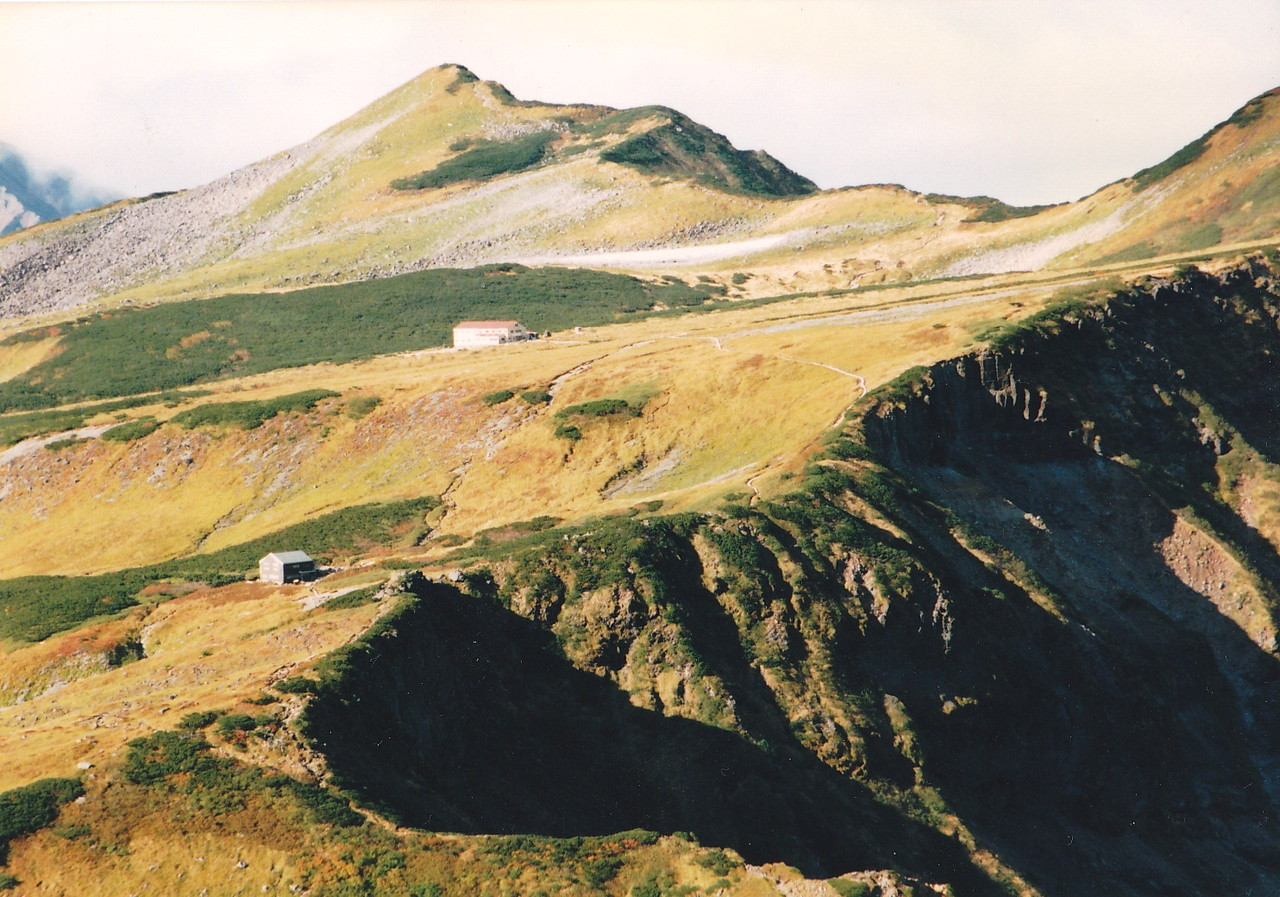
獅子岳から望む五色ヶ原と鳶山、緑色のハイマツと黄金色の高山植物の草紅葉
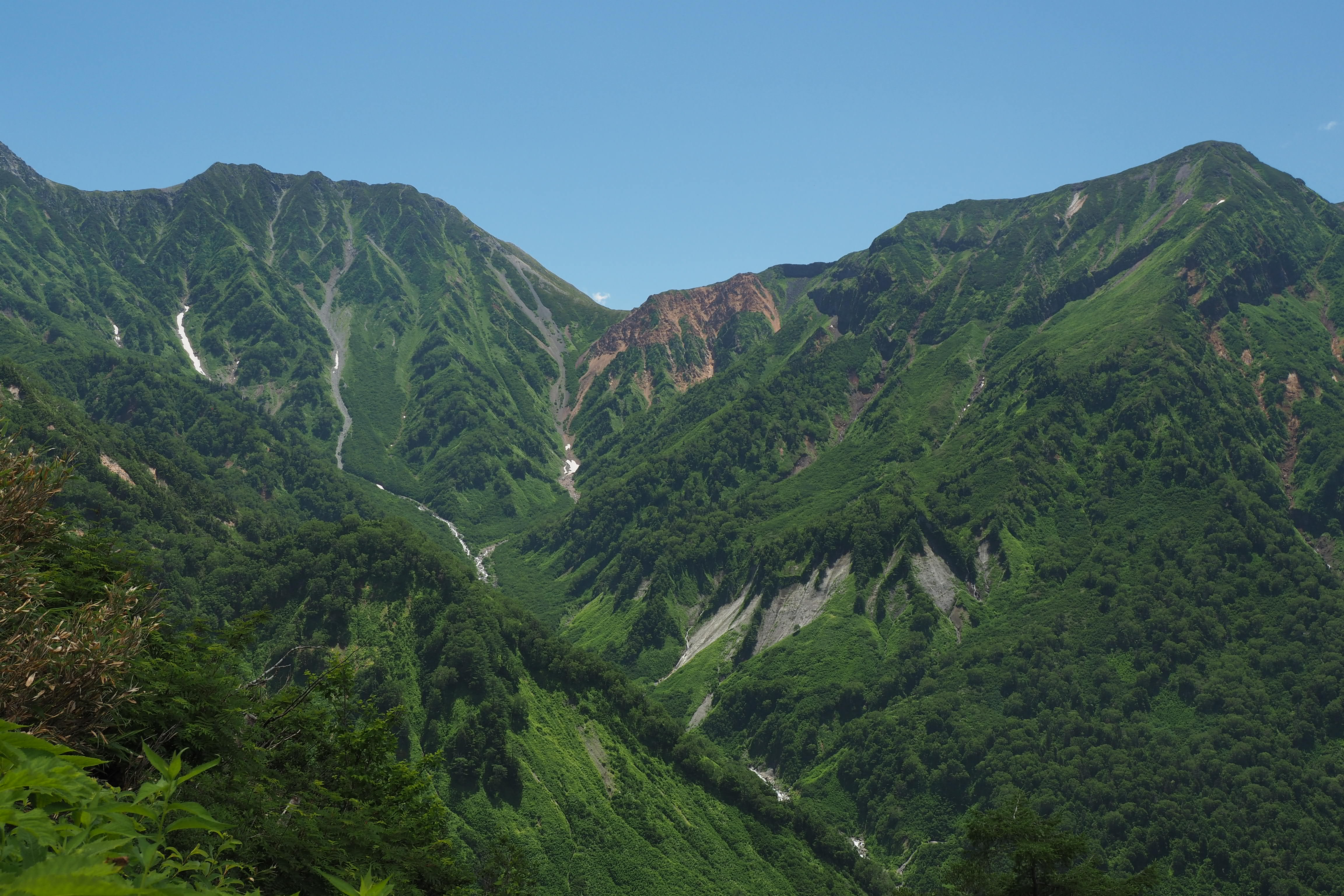
中央のザラ峠の左(北)に獅子岳、右(南)に鷲岳

## 地理

### 周辺の山
立山連峰の南北に連なる主稜線上の鬼岳と鷲岳との間にある。
| 山容                                                          | 山名     | 標高(m)  | 三角点等級 基準点名        | 獅子岳からの 方角と距離(km) | 備考                                       |
| ------------------------------------------------------------- | -------- | -------- | -------------------------- | --------------------------- | ------------------------------------------ |
| （2019年10月23日撮影）                                        | 立山     | 3,015    | （一等 「雄山」 2,991.76） | 北北東 2.7                  | 日本百名山 立山連峰の最高峰 富山県の最高峰 |
| 東一ノ越から望む鬼岳（左）と龍王岳（右）（1995年8月20日撮影） | 龍王岳   | 2,872    |                            | 北 1.2                      |                                            |
| 東一ノ越から望む獅子岳（左）と鬼岳（右）（1995年8月20日撮影） | 鬼岳     | 2,750    |                            | 北 0.7                      |                                            |
| 立山の雄山から望む獅子岳（2017年8月5日撮影撮影）              | 獅子岳   | 2,714    |                            | 0                           |                                            |
| 立山から望む鳶岳（左）と鷲岳（右）（2017年8月5日撮影）        | 鷲岳     | 2,617    |                            | 南西 2.2                    |                                            |
| 後立山連峰の鳴沢岳から望む鳶岳と五色ヶ原（2019年9月27日撮影） | 鳶岳     | 2,616    |                            | 南西 2.9                    |                                            |
| 烏帽子岳から望む越中沢岳（1997年8月14日撮影）                 | 越中沢岳 | 2,591.59 | 二等 「栂山」              | 南南西 4.8                  |                                            |
| 立山の雄山から望む薬師岳（2015年11月13日撮影）                | 薬師岳   | 2,925.99 | 二等 「薬師ヶ岳」          | 南南西 10.9                 | 日本百名山                                 |

### 周辺の峠
- 一ノ越 - 標高約2,700 m、立山と龍王岳との鞍部にあり、山頂の北北東1.9 kmに位置する[1]。一の越山荘がある[1]。
- ザラ峠 - 標高2,348 m、獅子岳と鷲岳との鞍部にあり、山頂の南西0.9 kmに位置する[1]。
- 刈安峠 - 標高約1,880 m、鳶山の東尾根上の黒部湖との間にあり、山頂の南東2.6 kmに位置する[1]。

### 源流の河川
以下の河川の源流となる山で日本海側の富山湾へ流れる。
- 御山谷、中ノ谷 - 黒部川の支流
- 湯川谷 - 常願寺川の支流